# Francesc Torrent i Guasp
Francesc Torrent i Guasp   (Gandia, 7 d'octubre de 1931 - Madrid, 2005) fou un cardiòleg valencià que centrà la seva tasca d'investigació en l'anatomia i funció del cor en humans. Les seves recerques conduïren a la descoberta i descripció de la banda miocardíaca ventricular (VHMB). Les seves troballes han estat incloses en llibres de referència d'anatomia i cirurgia cardíaca, com l'Anatomia de Gray.

## Biografia
El seu interès per la investigació començà durant els seus estudis de medicina a la Universitat de Salamanca. Durant el quart any d'estudi mostrà interès pel funcionament i anatomia cardiològics. Això el motivà a redactar la seva primera monografia (El ciclo cardíaco, 1954) sobre aquest òrgan. Inexplicablement, aquesta monografia arribà a mans de Gerhard A. Brecher, un eminent cardiòleg que li facilità una beca d'investigació al seu departament. Torrent i Guasp viatjà el 1959 als EUA, on en menys de dos mesos obtingué resultats experimentals prometedors. No obstant això, tement l'apropiació del seu treball pels seus responsables, abandonà el país i tornà a Espanya.
Fou llavors quan es casà amb la seva muller i es dedicà a la pràctica de la medicina a la seva consulta de Dénia, investigant en el seu temps lliure de forma independent a la comunitat i apartant-se de l'ortodòxia, seguint mètodes d'investigació poc convencionals. Paral·lelament a les seves investigacions, publicà diverses monografies i participà en diverses ponències per tal de presentar les seves teories a la comunitat científica, sovint encarregant-se de les despeses d'aquestes activitats. A partir dels anys 70 rebé suport de la Fundació Juan March i realitzà desenes de conferències en universitats arreu del món. El 1974 rebé el Premio Miguel Servet i el 1978 fou proposat com a candidat al Premi Nobel. El 1993 dissenyà un model plegable de la banda miocardíaca ventricular per ajudar a visualitzar millor el seu model als cardiòlegs.
L'any 2005 fou convidat a un congrés de cardiologia a Madrid en què realitzà la dissecció d'un cor. La demostració en directe del desplegament de la banda deixà astorats els assistents, que en acabar l'ovacionaren, un fet excepcional en aquesta mena de trobades. Era el primer cop que Torrent i Guasp fou aclamat d'aquesta manera pels seus companys de professió. Pocs minuts després de donar la conferència, Paco sofrí una mort cardíaca sobtada.

## La banda miocardíaca ventricular
Segons Màrius Petit, diversos anatomistes havien estudiat prèviament l'estructura del cor: Andreas Vesalius (segle xvi), Enrico Roda, Jean-Baptiste de Sénac, Thomas Bartholinus (s. XVII), Jules Germain Cloquet i Robert Koch (s. XIX). Estava ben establerta la presència de les quatre cavitats (dues aurícules i dos ventricles) i la disposició de les fibres musculars i teoritzacions més o menys encertades del mecanisme pel qual la sang circula per l'interior del cor. Poc o gairebé res es coneixia amb certesa de l'estructura anatòmica major del cor i la disposició de les fibres musculars.

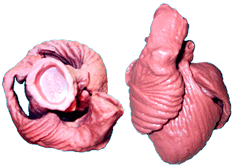
Model de goma de la banda ventricular miocardíaca plegada. Les aurícules restarien absents del model sobreposades al conjunt. A la imatge de l'esquerra es poden veure les cavitats ventriculars separades per un septe.

Torrent i Guasp realitzà centenars de disseccions anatòmiques de cors animals al seu estudi de Dénia. Igualment comparà l'estructura del cor en altres vertebrats i anèl·lids. A partir d'aquestes disseccions descobrí que la part ventricular del cor era una banda amb continuïtat muscular que es replegava sobre ella mateixa en forma d'hèlix durant el desenvolupament embrionari. Aquest replegament de la banda muscular és el que forma i separa mitjançant un septe les dues cavitats ventriculars al cor de les persones que ja han nascut.
L'altra part de la investigació fou la relació entre l'anatomia i la fisiologia, és a dir entre la forma i la funció d'aquest òrgan. El pensament establert fins a la data del moviment del cor (sístole-diàstole) es creia actiu - passiu; en el sentit que la primera es produïa per l'acció de contracció muscular i la segona per relaxació de la musculatura cardíaca. La hipòtesi de la banda miocardíaca ventricular recolza la presència d'una acció muscular activa que produeix la succió durant la diàstole ventricular. Així doncs la contracció del segment ascendent de la banda miocardíaca provoca paradoxalment l'augment del volum del ventricle.

## Aplicació pràctica de la banda miocardíaca ventricular
La hipòtesi de la banda miocardíaca ha permès millorar procediments quirúrgics sobre el cor, especialment en processos de remodelat de cors amb insuficiència cardíaca. Aquest procediment pretén millorar la forma dels ventricles en cors hipertrofiats degut a aquesta insuficiència mitjançant la retirada de part del teixit muscular sobrer a l'interior de la cavitat ventricular. No obstant això, els Drs. Suma i Burkberg fent servir el model de Torrent-Guasp substituïren la ventriculotomia (retirada de fibres musculars) per la col·locació d'un pegat de Dacron en sentit longitudinal de les fibres que modela la cavitat ventricular de la forma esfèrica anormal a una forma normal el·lipsoïdal canviant el volum d'ejecció. Segons el Dr. Hisayoshi Suma, en pacients no urgents la taxa de supervivència als cinc anys de l'operació respon a taxes del 65-70% davant de l'alternativa d'esperar un cor per un trasplantament. Aquest procediment fou anomenat "Pacopèxia" en honor de Torrent i Guasp.
El 2009 s'està fent servir el superordinador MareNostrum per crear un model informàtic del cor basat en la banda miocardíaca ventricular de Torrent i Guasp, que permeti planificar intervencions quirúrgiques i preveure'n els resultats abans d'iniciar l'operació.

## Articles científics
A continuació s'enumeren algunes obres rellevants de Torrent-Guasp segons PubMed:
- Torrent Guasp, Francisco. Estructura macroscópica del miocardio ventricular.  Rev Esp Cardiol. 1980;33(3):265-87.
- Schmid, P; P, Niederer P, Lunkenheimer PP, Torrent-Guasp F.. The anisotropic structure of the human left and right ventricles..  Technol Health Care. 1997 Apr;5(1-2):29-43.
- Torrent Guasp, F; Caralps Riera JM, Ballester Rodés M.. 4 proposals for ventricular remodelling in the surgical treatment of dilated myocardiopathy.  Rev Esp Cardiol. 1997 Oct;50(10):682-8.
- Torrent Guasp, F. Estructura y función del corazón.  Rev Esp Cardiol. 1998 Feb;51(2):91-102. Review..
- Torrent Guasp, Francisco. A containing prosthesis in the treatment of dilated myocardiopathy.  Rev Esp Cardiol. 1998 Jul;51(7):521-8.
- Torrent Guasp, Francisco. Agonist-antagonist mechanics of the descendent and ascendent segments of the ventricular myocardial band.  Rev Esp Cardiol. 2001 Sep;54(9):1091-1102..
- Torrent-Guasp, Francisco; Ballester M, Buckberg GD, Carreras F, Flotats A, Carrió I, Ferreira A, Samuels LE, Narula J.. Spatial orientation of the ventricular muscle band: physiologic contribution and surgical implications..  J Thorac Cardiovasc Surg. 2001 Aug;122(2):389-92.
- Torrent-Guasp, Francisco; Kocica MJ, Corno AF, Komeda M, Carreras-Costa F, Flotats A, Cosin-Aguillar J, Wen H.. Towards new understanding of the heart structure and function..  Eur J Cardiothorac Surg. 2005 Feb;27(2):191-201.. DOI doi:10.1016/j.ejcts.2004.11.026.
- Ballester-Rodés, Manel; Flotats A, Torrent-Guasp F, Ballester-Alomar M, Carreras F, Ferreira A, Narula J. Base-to-apex ventricular activation: Fourier studies in 29 normal individuals..  Eur J Nucl Med Mol Imaging. 2005 Dec;32(12):1481-3.. DOI doi:10.1007/s00259-005-1889-6.
- Corno, AF; Kocica MJ, Torrent-Guasp F.. The helical ventricular myocardial band of Torrent-Guasp: potential implications in congenital heart defects.. 2006a ed..  Eur J Cardiothorac Surg. 2006 Apr;29 Suppl 1:S61-8.. DOI doi:10.1016/j.ejcts.2006.02.049.
- Ballester-Rodés, M; Flotats A, Torrent-Guasp F, Carrió-Gasset I, Ballester-Alomar M, Carreras F, Ferreira A, Narula J.. The sequence of regional ventricular motion. 2006a ed..  Eur J Cardiothorac Surg. 2006 Apr;29 Suppl 1:S139-44.. DOI doi:10.1016/j.ejcts.2006.02.058. Arxivat 2008-10-14 a Wayback Machine.
- Kocica, MJ; Corno AF, Carreras-Costa F, Ballester-Rodes M, Moghbel MC, Cueva CN, Lackovic V, Kanjuh VI, Torrent-Guasp F.. The helical ventricular myocardial band: global, three-dimensional, functional architecture of the ventricular myocardium..  Eur J Cardiothorac Surg 2006;29:S21-S40. DOI doi:10.1016/j.ejcts.2006.03.011. Arxivat 2010-03-31 a Wayback Machine.